# Saint-Hippolyte, Doubs
Saint-Hippolyte är en kommun i departementet Doubs i regionen Bourgogne-Franche-Comté i östra Frankrike. Kommunen ligger i kantonen Saint-Hippolyte som tillhör arrondissementet Montbéliard. År 2022 hade Saint-Hippolyte 965 invånare.

## Befolkningsutveckling
Antalet invånare i kommunen Saint-Hippolyte
Referens:INSEE